# Calbuco (Vulkan)
Der Calbuco ist ein 2003 m hoher, aktiver Stratovulkan im kleinen Süden Chiles in der Region Los Lagos. Seine Ausläufer reichen bis an das Südufer des Lago Llanquihue und an das nordwestliche Ende des Chapo-Sees. Der Vulkan ist Teil des Llanquihue-Naturreservates.

## Vulkanische Aktivität
Der Calbuco ist seit 1837 zehnmal ausgebrochen. Vor dem großen Ausbruch im April 2015 hatte es zuletzt am 26. August 1972 einen kleineren, vier Stunden dauernden Ausbruch gegeben. Der letzte große Ausbruch des Calbuco hatte sich 1961 ereignet. Damals wurden Aschewolken bis in eine Höhe von 12 bis 15 km geschleudert. Eine der stärksten historischen Eruptionen im südchilenischen Raum fand im Sommer 1893–1894 statt; sie wurde mit Stärke 4 im Vulkanexplosivitätsindex eingestuft. 1996 kam es zu einem kleinen Gasausbruch mit Fumarolen.

## Ausbruch 2015
Am Mittwoch, den 22. April 2015, um 17:50 Uhr Lokalzeit (20:50 UTC), kam es zu einem explosiven Ausbruch, bei dem eine Aschewolke über 15 Kilometer hoch stieg und Lava-Ausfluss beobachtet wurde. Der chilenische Innenminister ordnete die Evakuierung eines Gebiets im Umkreis von 20 Kilometern um den Calbuco an. Es wurde im Umkreis von 30 Kilometern um den Vulkan mit Niederschlag von bis zu 1,5 Meter Asche gerechnet, berichtet wird von bis zu 50 cm tatsächlich gefallener Asche. Auf argentinischer Seite fiel Asche in drei Provinzen, Flughäfen wurden dort geschlossen. Für die Gegend wurde der Notstand ausgerufen und die Armee entsandt. Auch über die grenznahe Region im benachbarten Argentinien wurde der Ausnahmezustand verhängt. Die Aktivität setzte sich am Folgetag fort. Schmelzwasser des Vulkans mit seiner schneebedeckten Spitze ließ nach der Eruption den Pegel des Flusses Blanco stark ansteigen. Nach Angaben des Nationalen Geologischen Dienstes (Sernageomin) gab es bislang zwei Eruptionen, eine dritte sei wahrscheinlich. Zudem habe es zahlreiche kleinere Erdbeben gegeben. „Dieser Ausbruch ist weitaus stärker als der des Vulkans Villarrica Anfang März“, sagte Innenminister Rodrigo Peñailillo. Wenige Tage vor dem Ausbruch habe es ein Treffen mit Experten des Geologischen Dienstes gegeben, um Maßnahmen für den Fall einer Eruption zu besprechen, meldeten örtliche Medien, nachdem Einwohner von unterirdischem Rumoren berichtet hatten.
Nach den zwei hauptsächlichen Eruptionen am Mittwochabend und Donnerstagmorgen entspannte sich die Situation später, insgesamt hatten sich zwischenzeitlich 6000 Menschen in Sicherheit gebracht.
Der Ausbruch verursachte um den Vulkan konzentrisch ausbreitende Schwerewellen innerhalb der Atmosphäre, die auf Satellitenbildern sichtbar wurden.
Am 30. April kam es um 13:14 Uhr Ortszeit zum prognostizierten dritten Ausbruch.
Laut Forschern waren die bei dem Ausbruch des Vulkans in die Atmosphäre ausgestoßenen natürlichen Halogenverbindungen der Hauptgrund für den Größenrekord des Ozonlochs über der Antarktis im Jahr 2015.

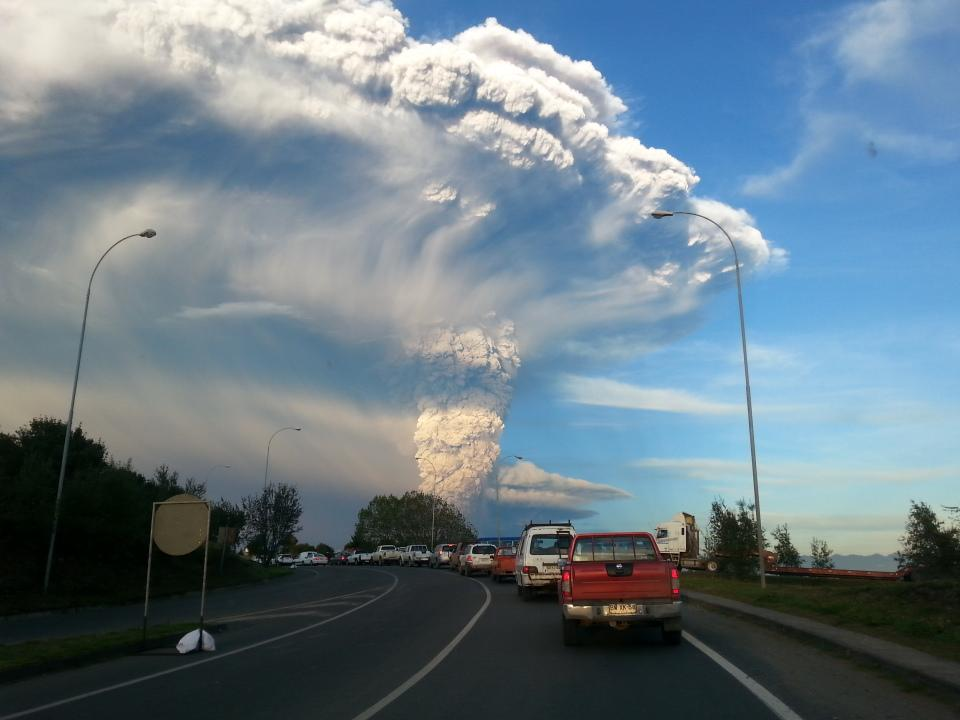
Rauchsäule von Puerto Varas aus gesehen
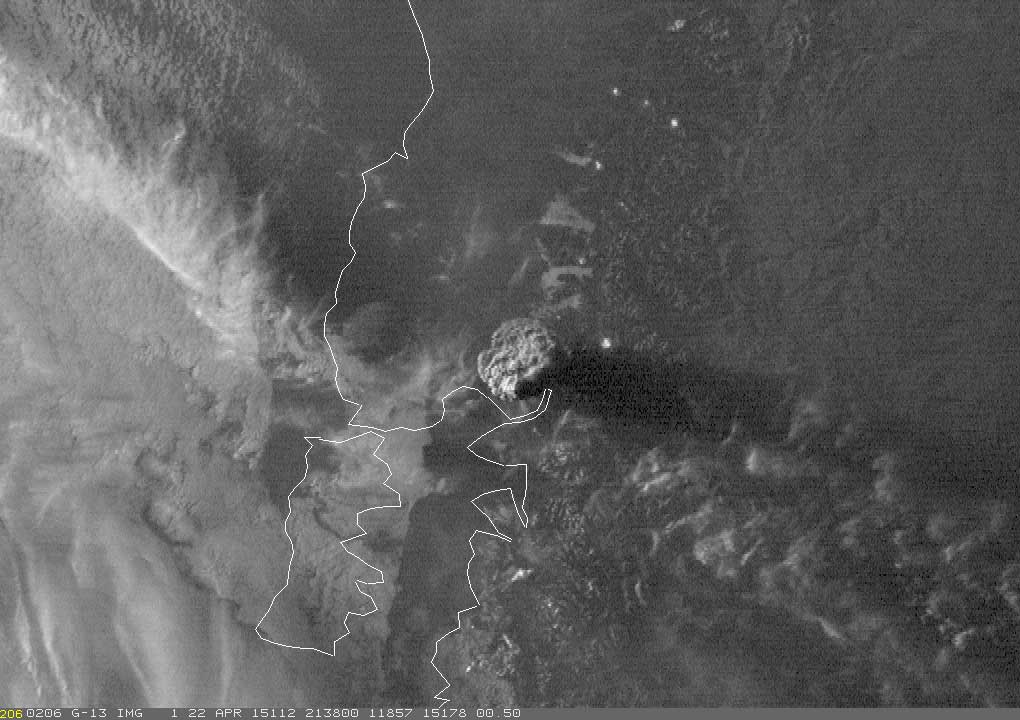
GOES-13-Satellitenbild
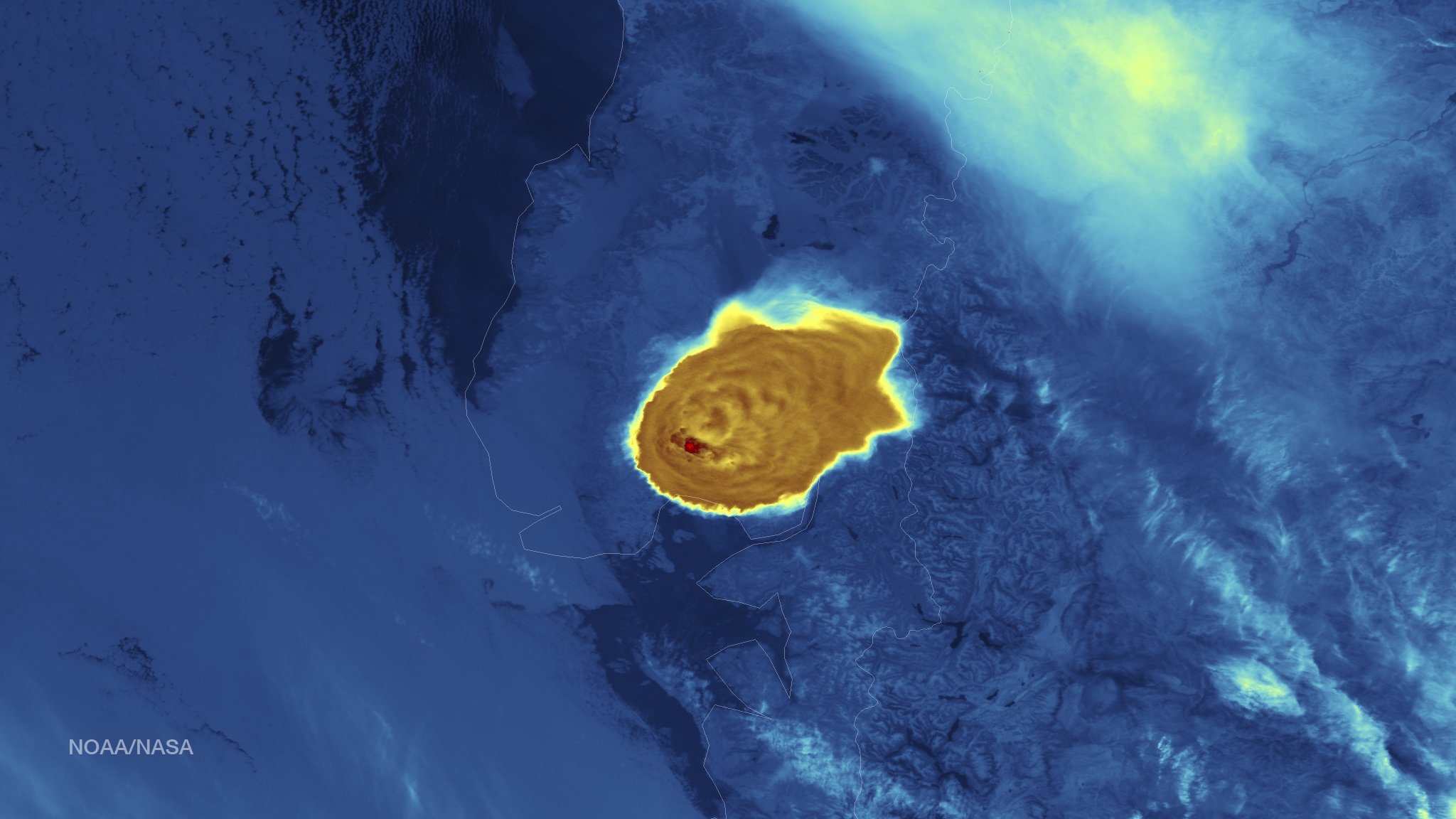
"Suomi NPP"-Satellit, Infrarot
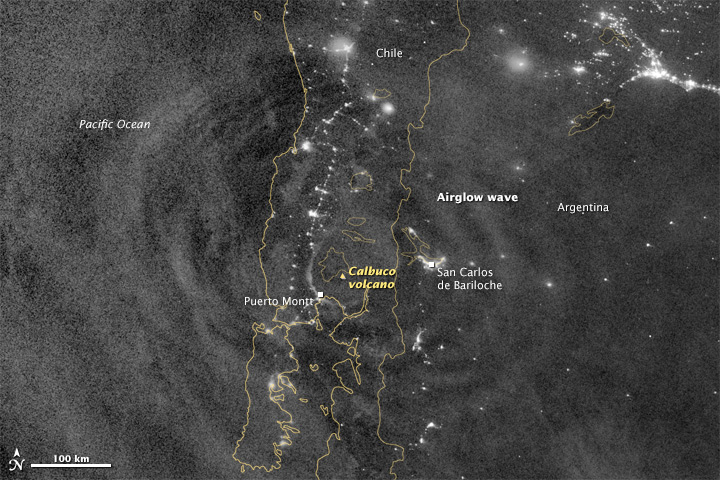
Schwerewellen sichtbar im Nachthimmellicht (Air Glow)

## Rezeption
Der Vulkan ist Namensgeber des Asteroiden (13126) Calbuco.